# Liste de films tournés aux studios d'Éclair

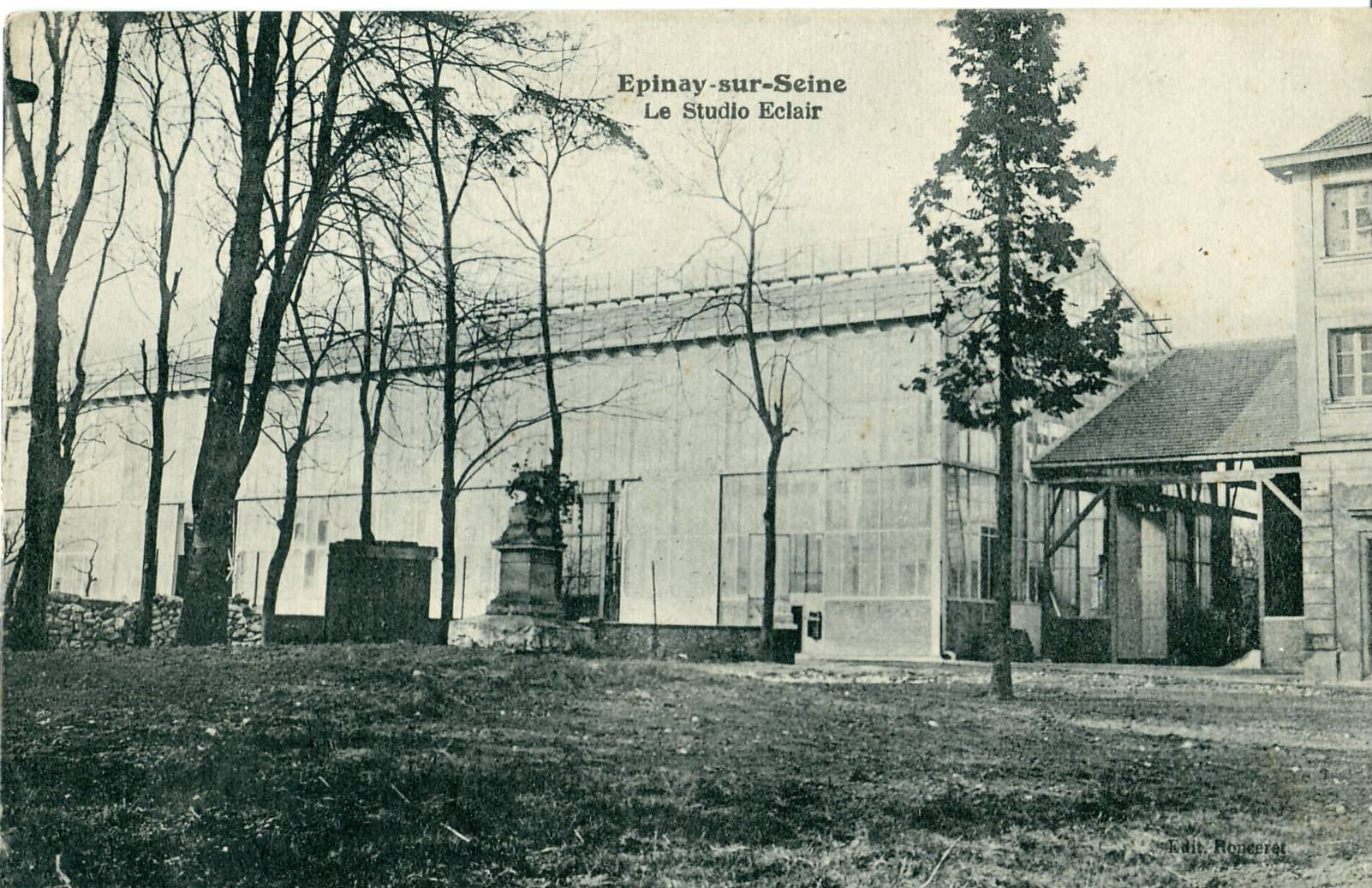
Le studio Éclair au début du XXe siècle.

Voici une liste de films tournés aux célèbres studios français Studios Éclair d'Épinay-sur-Seine.
Les studios Éclair s'appelaient aussi Studios d'Epinay. Le studio existe depuis 1913.

La liste qui suit (33 films au 19 octobre 2023) ne demande qu'à être complétée.

## Années 1920

### 1921
- 1921 : Un drame sous Napoléon de Gérard Bourgeois.

## Années 1970

### 1970
- 1970 : Le Mur de l'Atlantique de Marcel Camus

### 1972
- 1972 : L'Héritier de Philippe Labro

### 1973
- 1973 : Le Magnifique de Philippe de Broca

### 1975
- 1975 : Emmanuelle l'antivierge (ou Emmanuelle 2) de Francis Giacobetti
- 1975 : L'Incorrigible de Philippe de Broca

### 1978
- 1978 : Préparez vos mouchoirs de Bertrand Blier
- 1978 : Perceval le Gallois d'Éric Rohmer
- 1978 : Tendre Poulet de Philippe de Broca

### 1979
- 1979 : Moonraker de Lewis Gilbert
- 1979 : Buffet froid de Bertrand Blier

## Années 1980

### 1980
- 1980 : Le Coup du parapluie de Gérard Oury
- 1980 : Le Guignolo de Georges Lautner

### 1981
- 1981 : Beau-père de Bertrand Blier
- 1981 : La Soupe aux choux de Jean Girault
- 1981 : Le Professionnel de Georges Lautner
- 1981 : Garde à vue de Claude Miller

### 1983
- 1983 : Le Marginal de Jacques Deray

### 1984
- 1984 : Le Jumeau d'Yves Robert
- 1984 : La Vengeance du serpent à plumes de Gérard Oury
- 1984 : La Septième Cible de Claude Pinoteau

### 1985
- 1985 : Parole de flic de José Pinheiro
- 1985 : Bras de fer de Gérard Vergez

### 1986
- 1986 : Tenue de soirée de Bertrand Blier

### 1988
- 1988 : À gauche en sortant de l'ascenseur d'Édouard Molinaro
- 1988 : Ne réveillez pas un flic qui dort de José Pinheiro
- 1988 : L'Étudiante de Claude Pinoteau

## Années 1990

### 1991
- 1991 : Merci la vie de Bertrand Blier

### 1992
- 1992 : Un cœur en hiver de Claude Sautet

### 1993
- 1993 : La Soif de l'or de Gérard Oury

### 1994
- 1994 : Léon de Luc Besson

### 1996
- 1996 : Fantôme avec chauffeur de Gérard Oury
- 1996 : Mon homme de Bertrand Blier

### 1998
- 1998 : Le Dîner de cons de Francis Veber